# Comuna Tașan, Pereiaslav-Hmelnițki
Tașan (în ucraineană Ташань) este o comună în raionul Pereiaslav-Hmelnițki, regiunea Kiev, Ucraina, formată din satele Polojaii și Tașan (reședința).

## Demografie
Componența lingvistică a comunei Tașan
     Ucraineană (98,38%)
     Rusă (1,62%)
Conform recensământului din 2001, majoritatea populației comunei Tașan era vorbitoare de ucraineană (98,38%), existând în minoritate și vorbitori de rusă (1,62%).